# 특별 동차
특별 동차(特別 動車)는 대한민국에서 대통령이나 외국 국가 원수, 국가의 철도 운영 기업 사장 등의 귀빈 전용 동차다.

## 특별 동차 목록
귀빈 객차를 대체하기 위해 도입됐다. 1970년 2월 1일부터 특별동차운영단에서 차량을 관리하고 있다. 대통령과 국무 총리, 한국철도공사 사장 등이 그 이용 대상이다.

### KTX-산천기반동차
KTX-산천 형태의 차량이다. KTX-산천 109호기는 대한민국의 대통령 전용 편성으로 지정되어 있어 유사시 공무 수행이 가능하다. 이 편성은 1~2호차를 개방하지 않고 일반 영업 운행을 하게 된다. 또한 타 열차의 번호로 기존 109호기 번호를 가려 위장 운행한다.이전에 특별 동차로 사용되던 103호기는 2011년 일직터널 KTX 열차 탈선 사고로 손상된 사례가 있으며 2017년 12월 20일 문재인이 평창 동계올림픽 홍보 차 112호기로 위장된 109호기를 '트레인 원(Train One)'이란 공식 명칭과 함께 공개했다. 2022년은 윤석열 대통령이 광주를 방문했을 때 탔던 열차다.

### 경복호

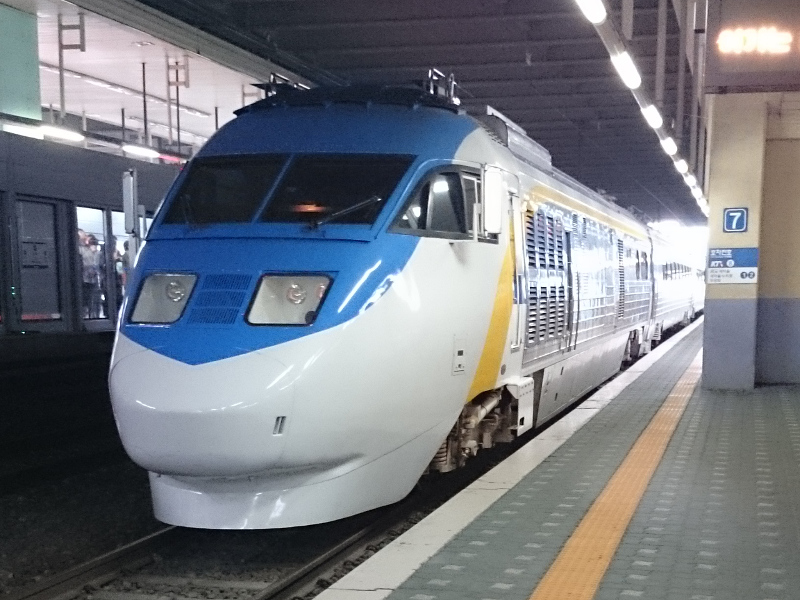
경복호

새마을형 디젤 액압 동차(DHC) 형태의 차량이다. 대한민국의 대통령이 전철화가 되지 않은 구간을 철도로 시찰할 때 이용되며, 4량 2편성이 존재한다. 1편성은 1999년 4월에 설계를 시작하여 2001년 4월에 한국철도차량이 신조했고, 1편성 부 객차 2량새마을호를 개조했다. 객차 160km이고 러시아의 광궤 철도에서도 운행이 가능한 경복호는 집무실·접견실·수행원실·식당 등으로 이루어져 있으며, 특수 방탄 처리된 차체에 전파 차단 장치가 부착됐다. 이 열차는 김대중 대통령의 도라산 방문 당시에도 활용된 바 있다. 청와대에서 피위탁 관리한다. 외형적으로는 새마을호 동차와 유사하지만 유리창 배열이 일반 동차와 다른 형태이며, 최대 8량까지 중련 운행이 가능하다. 한국철도공사 선정 철도기념물로 지정됐다.

### KTX-1기반동차
KTX-1 형태의 차량이다. KTX-1 중 036호기는 대한민국의 대통령이 공무수행 중 이용할 수 있는 특별 동차 편성으로 지정되어 있다. 이 편성은 1, 17~18호차의 출입을 통제한 상태로 일반을 상대로 영업 운행을 해왔고, 이 때문에 영화 객실을 운영하지 않고 15~16호차를 자유석으로 운영했다. 그러나 KTX-산천이 출고된 이후 특별 동차의 기능은 KTX-산천 109호기로 이관됐다. 따라서 이 차량은 타 편성과 동일한 일반실로 개조됐으나, 1호차와 18호차의 좌석수가 24석이다.

### 비즈니스동차

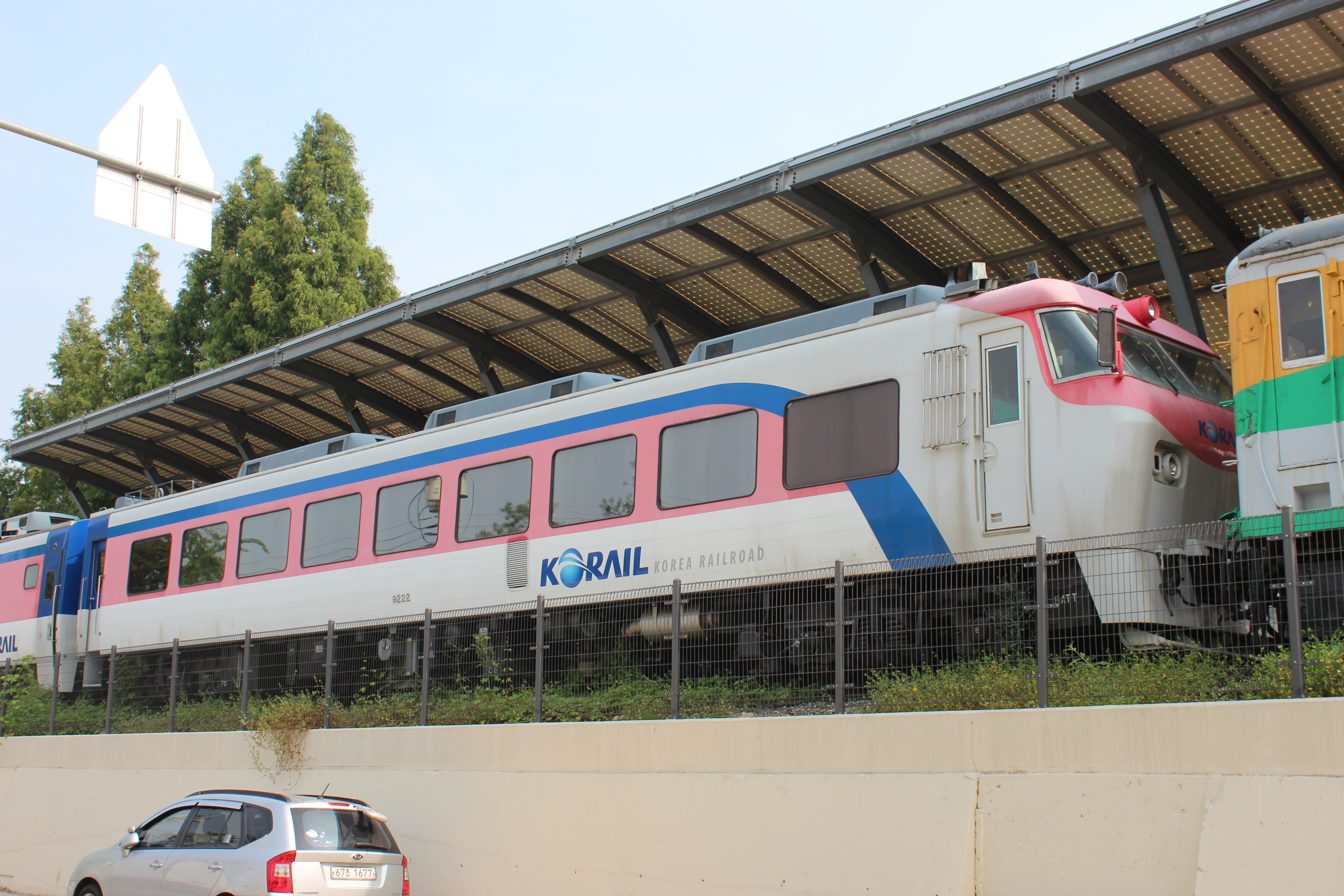
비즈니스 동차

우등형 디젤 액압 동차(NDC) 형태의 차량이다. 대한민국의 국무총리나 한국철도공사장의 공무수행시 주로 사용되며, 민간 기업에서도 임대할 수 있으나 실제로는 운용되지 않았다. 1990년에 생산해 4량 편성으로 운용하다가, 1999년에 1량을 제외하고 개조했다. 총 3량 1편성이며 차번은 9222-9322-9422이다. 가운데 9322호를 제외하고 제작 당시의 수동문 승강구를 유지했다. 2015년 2월 운행이 중단됐고, 현재는 철도박물관에 보존되고 있다. 한국철도공사 선정 철도기념물로 지정됐다.

### 1~2, 5~6호 특별동차

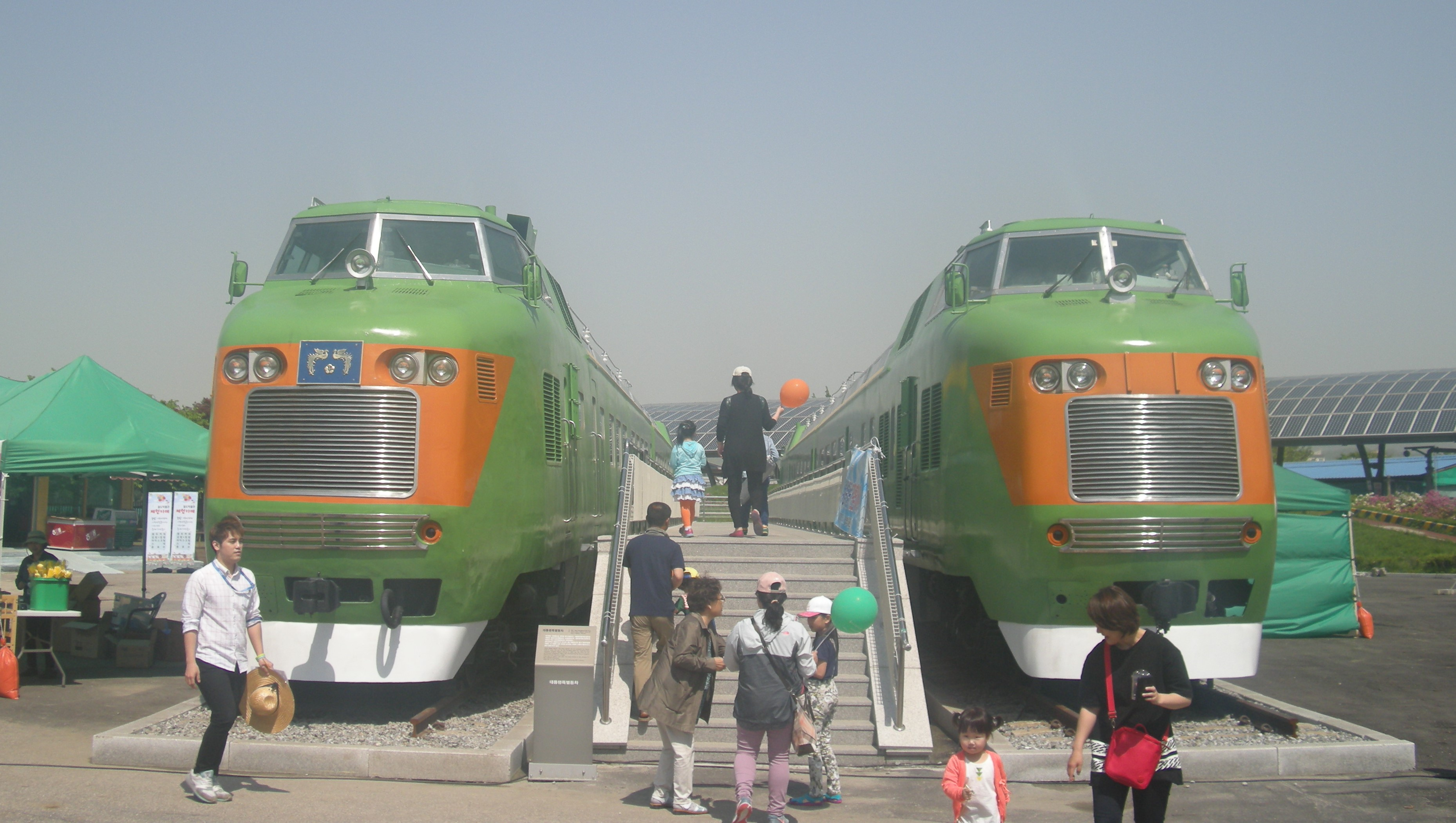
특별 동차 1~2, 5~6호

우등형 디젤 동차(DEC) 형태의 차량이다. 대통령 전용 차량은 1969년 4월에 닛폰 차량제조로부터 각 551~552호로 도입된 후, 1992년 10월에 각 1~2호로 차량 번호가 변경됐다. 경호·수행원 차량은 1985년에 대우중공업으로부터 각 555~556호로 도입된 후, 같은 시기에 각 5~6호로 차량 번호가 변경됐다. 2001년 운행이 중지되어 2004년에 차적이 삭제되었고, 시흥차량사업소에 유치되고 있다가 2014년 복원 작업을 거쳐 이듬해 5월 철도박물관에서 공개했다. 한국철도공사 선정 철도기념물로 지정됐다.

### 6~7호 특별동차
1934년에 닛폰 차량제조에서 제작한 것을 들여왔다. 6호는 전두부가 삼각형 모양이고, 7호는 전두부가 둥근 모양이다. 공차중량은 29.5t, 견인마력은 200HP이다. 가솔린 동차 형태의 차량이었으나, 표준궤 차량이었는지 협궤 차량이었는지는 기록이 부족해 불분명하다. 1960년대에 DEC형 특별 동차의 등장으로 폐차됐다.

### 8~9호 특별동차

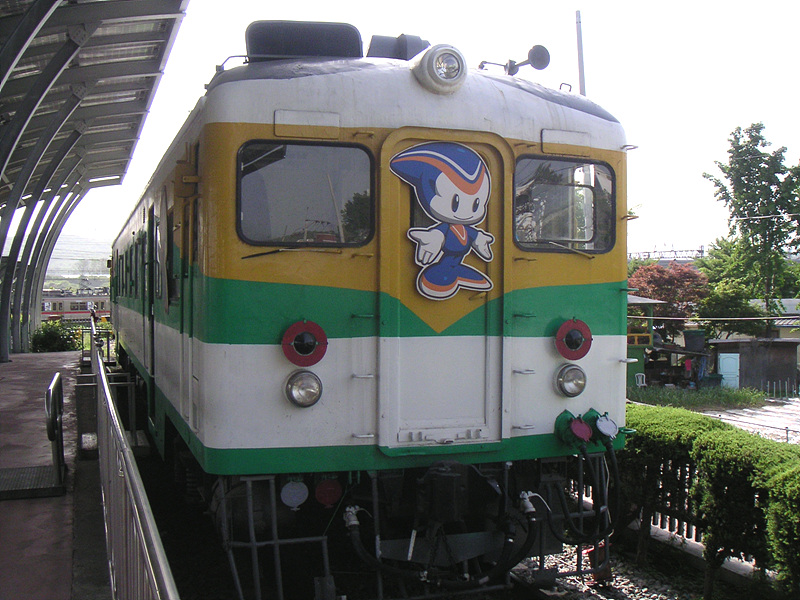
특별 동차 8호

통근형 디젤 액압 동차(DC) 형태의 차량이다. 1966년 11월 4일에 각 405호와 288호로 도입된 후, 1969년 11월과 1975년 6월에 각 8~9호로 차량 번호가 변경됐다. 특히 8호의 경우 가와사키 중공업에서 제작해 1969년 좌석 개조가 이루어진 뒤 1999년 8월 13일 퇴역했다. 현재 8호는 철도박물관에서 보존 중이며, 9호는 폐차됐다.

### 11~12호 특별동차
1966년 11월에 닛폰 차량제조로부터 각 724~725호로 도입됐다. 1967년 8월은 각 1~2호로, 또 1977년 5월은 각 11~12호로 차량 번호가 바뀌었다. 현재는 폐차됐다.

### 현황
지금은 윤석열 정부 이관에 맞춰 자동차로 대체됐다. 현재 운행 중인 차량은 가독성을 높이기 위해 굵은 글씨로 표시했다.
| 차량 형식 | 차호                                | 도입 시기      | 운행 중단 시기 | 비고 |
| --------- | ----------------------------------- | -------------- | -------------- | --- |
| KTX-산천  | 109 호기                            | 2009년         | 운행 중        | 110000, 110000호를 전용실로 개조 운행한다. 현재 경강선(만종~강릉) KTX 산천 차량이 KTX 이음이 대체된 이후부터 보기 어렵다.                                                                                            |
| DHC       | 11~12, 211~212, 215~216, 445~446 호 | 1993년, 2001년 | 운행 중        | 1편성은 기존 새마을호 차량을 개조하였고, 1편성은 신조하였다.이름은 경복호이고 현재는 ITX-새마을 도색을 하고 있다. 그리고 신호 두절기 같은 통신을 방해하는 장치를 달고 있어서 경복호가 지나가면 통신이 끈킬때가 있다. |
| KTX       | 036 호기                            | 2003년         | 2009년         | 103601, 103617~103618호가 대통령 전용 객실로 운용되었다. 2009년 KTX-산천 도입 이후 KTX-산천 112 호기로 기능이 이관되었다.                                                                                            |
| NDC       | 9222, 9322, 9422 호                 | 1989년         | 2015년         | 현재 전 차량 철도 박물관에 정태 보존 및 전시 중이다. |
| DEC       | 1~2, 5~6 호                         | 1969년, 1985년 | 2001년         | 현재 전 차량 철도 박물관에 정태 보존 및 전시 중이다. |
| GC        | 6~7 호                              | 1934년         | 1969년         | |
| DC        | 8~9 호                              | 1966년         | 1999년         | 현재 8호 차량이 철도 박물관에 정태 보존·전시 중이다. 과거에 철도 박물관 내에서 구내 운행을 한 이력이 있다. |
| DC        | 11~12 호                            | 1966년         | 1999년         | |